# Altenmarhorst
Altenmarhorst ist ein Ortsteil der Stadt Twistringen im niedersächsischen Landkreis Diepholz.

## Geografie

### Lage

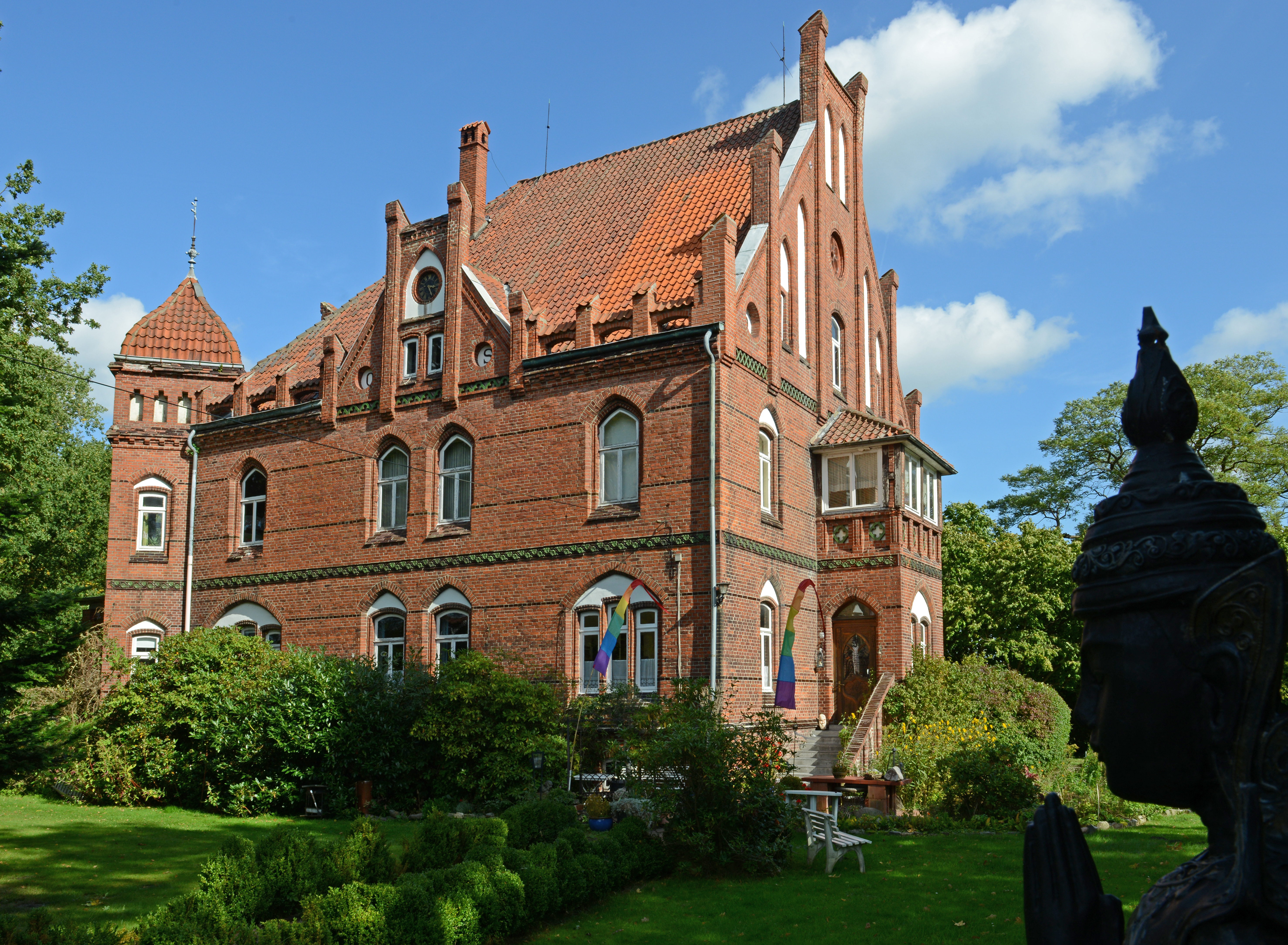
Herrenhaus der ehemaligen Ziegelei Twistringen in Altenmarhorst

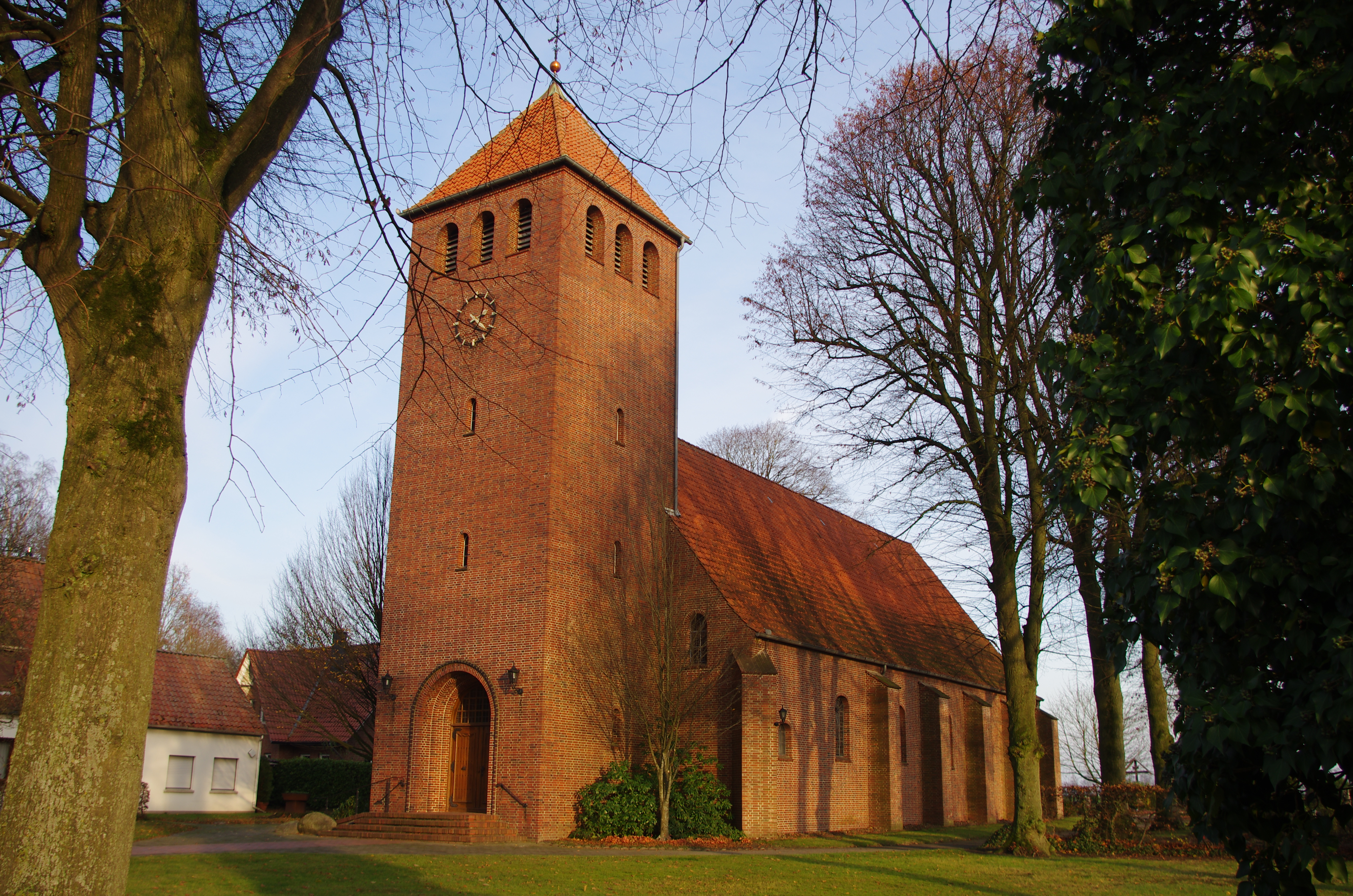
St.-Marien-Kirche Altenmarhorst

Altenmarhorst liegt im nördlichen Bereich der Stadt Twistringen, drei Kilometer nordwestlich vom Kernort Twistringen entfernt. Die Ortschaft Altenmarhorst setzt sich aus den Ortsteilen Altenmarhorst, Neuenmarhorst und Horst zusammen.

### Nachbargemeinden
Nachbargemeinden sind – von Norden aus im Uhrzeigersinn – Winkelsett, Twistringen(Zentrum), Mörsen, Heiligenloh, Natenstedt und Colnrade.

## Geschichte
Seit der Gebietsreform, die am 1. März 1974 in Kraft trat, ist die vorher selbstständige Gemeinde Altenmarhorst eine von acht Ortschaften der Stadt Twistringen.

### Kirchengemeinde
Im Jahr 1921 wurde die in den Jahren zuvor errichtete Kirche Unbefleckte Empfängnis Mariens geweiht. Von 1965 bis 2010 war die Kirchengemeinde Marhorst eine eigenständige Pfarrei, die aber bereits seit 1989 keinen eigenen Pfarrer mehr besaß und seit 2000 dem Gemeindeverbund mit den Gemeinden St. Anna Twistringen, St. Ansgar Bassum und Christ König Harpstedt angehörte.

## Politik

### Ortsrat
Der Ortsrat, der den Ortsteil Altenmarhorst vertritt, setzt sich aus sieben Mitgliedern zusammen. Die Ratsmitglieder werden durch eine Kommunalwahl für jeweils fünf Jahre gewählt. Die aktuelle Amtszeit begann am 1. November 2021 und endet am 31. Oktober 2026.
Bei der Kommunalwahl 2021 ergab sich folgende Sitzverteilung:
| Ortsrat 2021Insgesamt 7 Sitze - Grüne: 1 - FWG: 1 - CDU: 5 |

### Ortsbürgermeister
Ortsbürgermeister ist Andreas Beuke.

## Vereinswesen
Die Ortschaft Altenmarhorst verfügt über ein reges Vereinsleben. Neben einem Schützenverein gibt es den Sportverein SV Marhorst sowie den Heimatverein Unser Marhorst. Außerdem besitzt der Ort eine eigene Löschgruppe, die der Freiwilligen Feuerwehr Twistringen angeschlossen ist.

### Schützenverein
Der Schützenverein Marhorst wurde im Jahr 1911 gegründet. Jährlich richtet er sein Schützenfest aus, das am ersten Juliwochenende stattfindet. Besonders ist, dass es mit einer Messe am Sonntagmorgen beginnt und der Haupttag der folgende Montag ist. An diesem Tag findet traditionell auch der Kommers beim amtierenden Schützenkönig statt. Seit 2019 findet dieser Kommers im Schützenfestzelt statt, so dass jeder diesen verfolgen kann. 

## Infrastruktur

### Verkehr

#### Straßen
Altenmarhorst liegt fernab des großen Verkehrs. Die Bundesautobahn 1 verläuft nördlich, 15 Kilometer entfernt. Die von Bassum über Twistringen (Kernort) und Diepholz nach Osnabrück führende Bundesstraße 51 verläuft drei Kilometer entfernt südlich, während die Landesstraße 342 von Twistringen (Kernort) über Goldenstedt nach Vechta durch den Ort verläuft.
In Altenmarhorst gibt es – im Gegensatz zu einigen kleineren Ortsteilen von Twistringen – Straßenbezeichnungen und nicht nur Hausnummern, so dass sich Einwohner, Postboten, Lieferanten und Besucher gut orientieren können.

## Bauwerke

### Baudenkmale
In der Liste der Baudenkmale in Twistringen sind für Altenmarhorst drei Baudenkmale aufgeführt.